# Fußball-Europameisterschaft 1984/Gruppe 1
| Pl. | Land        | Sp. | S | U | N | Tore    | Diff. | Punkte |
| --- | ----------- | --- | - | - | - | ------- | ----- | ------ |
| 1.  | Frankreich  | 3   | 3 | 0 | 0 | 009:200 | +7    | 06:0   |
| 2.  | Dänemark    | 3   | 2 | 0 | 1 | 008:300 | +5    | 04:20  |
| 3.  | Belgien     | 3   | 1 | 0 | 2 | 004:800 | −4    | 02:40  |
| 4.  | Jugoslawien | 3   | 0 | 0 | 3 | 002:100 | −8    | 0:60   |

Gruppe 1 der Fußball-Europameisterschaft 1984:

## Frankreich – Dänemark 1:0 (0:0)
| Frankreich                                                       | Frankreich | Dänemark | Dänemark | Aufstellung                           |
| ---------------------------------------------------------------- | --- | --- | -------- | ------------------------------------- |
| Frankreich                                                       | \| 1. Gruppenspiel \| \| Dienstag, 12. Juni 1984 um 20:30 Uhr in Paris (Parc des Princes) \| \| Zuschauer: 47.570 \| \| Schiedsrichter: Volker Roth ( Deutschland) \|                                                              | \| 1. Gruppenspiel \| \| Dienstag, 12. Juni 1984 um 20:30 Uhr in Paris (Parc des Princes) \| \| Zuschauer: 47.570 \| \| Schiedsrichter: Volker Roth ( Deutschland) \|                                                                                           | Dänemark | Aufstellung Frankreich gegen Dänemark |
| Frankreich                                                       | Joël Bats – Maxime Bossis – Patrick Battiston, Yvon Le Roux (60. Jean-François Domergue), Manuel Amoros – Jean Tigana, Luis Fernández, Michel Platini , Alain Giresse – Bernard Lacombe, Bruno Bellone Cheftrainer: Michel Hidalgo | Ole Qvist – Morten Olsen – Søren Busk, Ivan Nielsen – Frank Arnesen (80. Jesper Olsen), Jens Jørn Bertelsen, Klaus Berggreen, Allan Simonsen (44. John Lauridsen), Søren Lerby – Michael Laudrup, Preben Elkjær Larsen Cheftrainer: Sepp Piontek ( Deutschland) | Dänemark | Aufstellung Frankreich gegen Dänemark |
| Frankreich                                                       | 1:0 Platini (78.) | | Dänemark | Aufstellung Frankreich gegen Dänemark |
| Frankreich                                                       | J.Olsen (87.) | | Dänemark | Aufstellung Frankreich gegen Dänemark |
| Frankreich                                                       | Amoros (87.) | | Dänemark | Aufstellung Frankreich gegen Dänemark |
| 1. Gruppenspiel                                                  | | |          |                                       |
| Dienstag, 12. Juni 1984 um 20:30 Uhr in Paris (Parc des Princes) | | |          |                                       |
| Zuschauer: 47.570                                                | | |          |                                       |
| Schiedsrichter: Volker Roth ( Deutschland)                       | | |          |                                       |

## Belgien – Jugoslawien 2:0 (2:0)
| Belgien                                                             | Belgien | Jugoslawien | Jugoslawien | Aufstellung                           |
| ------------------------------------------------------------------- | --- | --- | ----------- | ------------------------------------- |
| Belgien                                                             | \| 1. Gruppenspiel \| \| Mittwoch, 13. Juni 1984 um 20:30 Uhr in Lens (Stade Félix-Bollaert) \| \| Zuschauer: 41.525 \| \| Schiedsrichter: Erik Fredriksson ( Schweden) \|                                                        | \| 1. Gruppenspiel \| \| Mittwoch, 13. Juni 1984 um 20:30 Uhr in Lens (Stade Félix-Bollaert) \| \| Zuschauer: 41.525 \| \| Schiedsrichter: Erik Fredriksson ( Schweden) \|                                                                                        | Jugoslawien | Aufstellung Belgien gegen Jugoslawien |
| Belgien                                                             | Jean-Marie Pfaff – Lei Clijsters (34. Paul Lambrichts) – Georges Grün, Walter De Greef, Michel De Wolf – Enzo Scifo, René Vandereycken, Franky Vercauteren, Jan Ceulemans – Erwin Vandenbergh, Nico Claesen Cheftrainer: Guy Thys | Zoran Simović – Velimir Zajec – Nenad Stojković, Srečko Katanec, Faruk Hadžibegić – Mehmed Baždarević (68. Dragan Stojković), Miloš Šestić, Ivan Gudelj – Sulejman Halilović, Safet Sušić, Zlatko Vujović (79. Borislav Cvetković) Cheftrainer: Todor Veselinović | Jugoslawien | Aufstellung Belgien gegen Jugoslawien |
| Belgien                                                             | 1:0 Vandenbergh (28.) 2:0 Grün (45.) | | Jugoslawien | Aufstellung Belgien gegen Jugoslawien |
| Belgien                                                             | Hadžibegić (53.) | | Jugoslawien | Aufstellung Belgien gegen Jugoslawien |
| 1. Gruppenspiel                                                     | | |             |                                       |
| Mittwoch, 13. Juni 1984 um 20:30 Uhr in Lens (Stade Félix-Bollaert) | | |             |                                       |
| Zuschauer: 41.525                                                   | | |             |                                       |
| Schiedsrichter: Erik Fredriksson ( Schweden)                        | | |             |                                       |

## Frankreich – Belgien 5:0 (3:0)
| Frankreich                                                            | Frankreich | Belgien | Belgien | Aufstellung                          |
| --------------------------------------------------------------------- | --- | --- | ------- | ------------------------------------ |
| Frankreich                                                            | \| 2. Gruppenspiel \| \| Samstag, 16. Juni 1984 um 17:15 Uhr in Nantes (Stade de la Beaujoire) \| \| Zuschauer: 51.359 \| \| Schiedsrichter: Robert Valentine ( Schottland) \|                                                                                  | \| 2. Gruppenspiel \| \| Samstag, 16. Juni 1984 um 17:15 Uhr in Nantes (Stade de la Beaujoire) \| \| Zuschauer: 51.359 \| \| Schiedsrichter: Robert Valentine ( Schottland) \|                                                                    | Belgien | Aufstellung Frankreich gegen Belgien |
| Frankreich                                                            | Joël Bats – Maxime Bossis – Patrick Battiston, Jean-François Domergue – Luis Fernández, Jean Tigana, Michel Platini , Alain Giresse, Bernard Genghini (79. Thierry Tusseau) – Bernard Lacombe (65. Dominique Rocheteau), Didier Six Cheftrainer: Michel Hidalgo | Jean-Marie Pfaff – Walter De Greef – Georges Grün, Paul Lambrichts, Michel De Wolf – Enzo Scifo (51. René Verheyen), Jan Ceulemans René Vandereycken (46. Ludo Coeck), Franky Vercauteren – Erwin Vandenbergh, Nico Claesen Cheftrainer: Guy Thys | Belgien | Aufstellung Frankreich gegen Belgien |
| Frankreich                                                            | 1:0 Platini (4.) 2:0 Giresse (33.) 3:0 Fernández (43.) 4:0 Platini (74., Foulelfmeter) 5:0 Platini (89.) | | Belgien | Aufstellung Frankreich gegen Belgien |
| Frankreich                                                            | Tigana (40.) | Claesen (17.) | Belgien | Aufstellung Frankreich gegen Belgien |
| Frankreich                                                            | Das 2:0 war das 100. EM-Tor | | Belgien | Aufstellung Frankreich gegen Belgien |
| 2. Gruppenspiel                                                       | | |         |                                      |
| Samstag, 16. Juni 1984 um 17:15 Uhr in Nantes (Stade de la Beaujoire) | | |         |                                      |
| Zuschauer: 51.359                                                     | | |         |                                      |
| Schiedsrichter: Robert Valentine ( Schottland)                        | | |         |                                      |

## Dänemark – Jugoslawien 5:0 (2:0)
| Dänemark                                                       | Dänemark | Jugoslawien | Jugoslawien | Aufstellung                            |
| -------------------------------------------------------------- | --- | --- | ----------- | -------------------------------------- |
| Dänemark                                                       | \| 2. Gruppenspiel \| \| Samstag, 16. Juni 1984 um 20:30 Uhr in Lyon (Stade de Gerland) \| \| Zuschauer: 34.750 \| \| Schiedsrichter: Augusto Lamo Castillo ( Spanien) \|                                                                                      | \| 2. Gruppenspiel \| \| Samstag, 16. Juni 1984 um 20:30 Uhr in Lyon (Stade de Gerland) \| \| Zuschauer: 34.750 \| \| Schiedsrichter: Augusto Lamo Castillo ( Spanien) \|                                                                                               | Jugoslawien | Aufstellung Dänemark gegen Jugoslawien |
| Dänemark                                                       | Ole Qvist – Morten Olsen – Ole Rasmussen (61. John Sivebæk), Ivan Nielsen, Søren Busk – Klaus Berggreen, Frank Arnesen (78. John Lauridsen), Jens Jørn Bertelsen, Søren Lerby – Michael Laudrup, Preben Elkjær Larsen Cheftrainer: Sepp Piontek ( Deutschland) | Tomislav Ivković – Velimir Zajec – Branko Miljuš, Srečko Katanec (55. Sulejman Halilović), Nenad Stojković – Mehmed Baždarević (27. Dragan Stojković), Ivan Gudelj, Ljubomir Radanović – Borislav Cvetković, Safet Sušić, Zlatko Vujović Cheftrainer: Todor Veselinović | Jugoslawien | Aufstellung Dänemark gegen Jugoslawien |
| Dänemark                                                       | 1:0 Arnesen (8.) 2:0 Berggreen (16.) 3:0 Arnesen (69., Foulelfmeter) 4:0 Elkjær Larsen (82.) 5:0 Lauridsen (84.) | | Jugoslawien | Aufstellung Dänemark gegen Jugoslawien |
| 2. Gruppenspiel                                                | | |             |                                        |
| Samstag, 16. Juni 1984 um 20:30 Uhr in Lyon (Stade de Gerland) | | |             |                                        |
| Zuschauer: 34.750                                              | | |             |                                        |
| Schiedsrichter: Augusto Lamo Castillo ( Spanien)               | | |             |                                        |

## Frankreich – Jugoslawien 3:2 (0:1)
| Frankreich                                                                      | Frankreich | Jugoslawien | Jugoslawien | Aufstellung                              |
| ------------------------------------------------------------------------------- | --- | --- | ----------- | ---------------------------------------- |
| Frankreich                                                                      | \| 3. Gruppenspiel \| \| Dienstag, 19. Juni 1984 um 20:30 Uhr in Saint-Étienne (Stade Geoffroy-Guichard) \| \| Zuschauer: 47.510 \| \| Schiedsrichter: André Daina ( Schweiz) \|                                                                              | \| 3. Gruppenspiel \| \| Dienstag, 19. Juni 1984 um 20:30 Uhr in Saint-Étienne (Stade Geoffroy-Guichard) \| \| Zuschauer: 47.510 \| \| Schiedsrichter: André Daina ( Schweiz) \|                                                                            | Jugoslawien | Aufstellung Frankreich gegen Jugoslawien |
| Frankreich                                                                      | Joël Bats – Maxime Bossis – Patrick Battiston, Jean-François Domergue – Luis Fernández, Jean Tigana, Alain Giresse, Michel Platini , Jean-Marc Ferreri (77. Daniel Bravo) – Dominique Rocheteau (46. Thierry Tusseau), Didier Six Cheftrainer: Michel Hidalgo | Zoran Simović – Velimir Zajec – Branko Miljuš, Ljubomir Radanović, Nenad Stojković – Dragan Stojković, Miloš Šestić, Ivan Gudelj, Mehmed Baždarević (84. Srečko Katanec) – Safet Sušić, Zlatko Vujović (60. Stjepan Deverić) Cheftrainer: Todor Veselinović | Jugoslawien | Aufstellung Frankreich gegen Jugoslawien |
| Frankreich                                                                      | 1:1 Platini (58.) 2:1 Platini (61.) 3:1 Platini (76.) | 0:1 Šestić (31.) 3:2 D.Stojković (80., Foulelfmeter) | Jugoslawien | Aufstellung Frankreich gegen Jugoslawien |
| 3. Gruppenspiel                                                                 | | |             |                                          |
| Dienstag, 19. Juni 1984 um 20:30 Uhr in Saint-Étienne (Stade Geoffroy-Guichard) | | |             |                                          |
| Zuschauer: 47.510                                                               | | |             |                                          |
| Schiedsrichter: André Daina ( Schweiz)                                          | | |             |                                          |

## Dänemark – Belgien 3:2 (1:2)
| Dänemark                                                               | Dänemark | Belgien | Belgien | Aufstellung                        |
| ---------------------------------------------------------------------- | --- | --- | ------- | ---------------------------------- |
| Dänemark                                                               | \| 3. Gruppenspiel \| \| Dienstag, 19. Juni 1984 um 20:30 Uhr in Straßburg (Stade de la Meinau) \| \| Zuschauer: 36.911 \| \| Schiedsrichter: Adolf Prokop ( DDR) \|                                                                                                  | \| 3. Gruppenspiel \| \| Dienstag, 19. Juni 1984 um 20:30 Uhr in Straßburg (Stade de la Meinau) \| \| Zuschauer: 36.911 \| \| Schiedsrichter: Adolf Prokop ( DDR) \|                                                                                | Belgien | Aufstellung Dänemark gegen Belgien |
| Dänemark                                                               | Ole Qvist – Morten Olsen – Ole Rasmussen (58. Kenneth Brylle Larsen), Ivan Nielsen, Søren Busk – Klaus Berggreen, Frank Arnesen (78. John Sivebæk), Jens Jørn Bertelsen, Søren Lerby – Michael Laudrup, Preben Elkjær Larsen Cheftrainer: Sepp Piontek ( Deutschland) | Jean-Marie Pfaff – Lei Clijsters – Georges Grün, Walter De Greef, Michel De Wolf – René Vandereycken, Enzo Scifo, Franky Vercauteren (52. Eddy Voordeckers), Jan Ceulemans – Erwin Vandenbergh, Nico Claesen (46. Ludo Coeck) Cheftrainer: Guy Thys | Belgien | Aufstellung Dänemark gegen Belgien |
| Dänemark                                                               | 1:2 Arnesen (40., Foulelfmeter) 2:2 Brylle Larsen (60.) 3:2 Elkjær Larsen (84.) | 0:1 Ceulemans (27.) 0:2 Vercauteren (39.) | Belgien | Aufstellung Dänemark gegen Belgien |
| Dänemark                                                               | De Greef (62.), Vandereycken (65.) | | Belgien | Aufstellung Dänemark gegen Belgien |
| 3. Gruppenspiel                                                        | | |         |                                    |
| Dienstag, 19. Juni 1984 um 20:30 Uhr in Straßburg (Stade de la Meinau) | | |         |                                    |
| Zuschauer: 36.911                                                      | | |         |                                    |
| Schiedsrichter: Adolf Prokop ( DDR)                                    | | |         |                                    |